# Jinya Nishikata
Jinya Nishikata (n. 4 decembrie 1968, Nozawaonsen⁠(d), Shimotakai district⁠(d), Prefectura Nagano, Japonia) este un săritor cu schiurile japonez, medaliat olimpic. A participat la o ediție a Jocurilor Olimpice (1994) în care a câștigat o medalie de argint.

## Participări
Lista de mai jos prezintă principalele competiții la care a participat Jinya Nishikata de-a lungul carierei.
- Skihopping under Vinter-OL 1994 – Laghopp[*]